# Umuquena
Umuquena é uma cidade venezuelana, capital do município de San Judas Tadeo.